# Aurore (prénom)
Pour les articles homonymes, voir Aurore.
Aurore est un prénom français féminin.
Il aurait été créé sur le mot latin Aurora, « aurore » ou « levant », ou encore sur Aurorum, qui dérive de Aurum : l'or.
C'est l'équivalent du grec Eos Erigeneia, qui a donné par exemple Iphigénie, et qui signifie « lever de soleil ».
On peut fêter les Aurore le jour de la Sainte-Lucie, le 13 décembre, ou le 4 octobre, fête d'Aure de Paris.

## Personnalités
Parmi les Aurore célèbres, on peut citer :
- Aurore Alys
- Aurore Asso
- Aurore Auteuil
- Aurore Avarguès-Weber
- Aurore Bergé
- Aurore Bourçois
- Aurore Bringard
- Aurore Broutin
- Aurore Bégin
- Aurore Cabanne
- Aurore Chabrol
- Aurore Clément
- Aurore Delaigle
- Aurore Delplace
- Aurore Dessureault-Descôteaux
- Aurore Erguy
- Aurore Fleury
- Aurore Gagnon
- Aurore Gailliez
- Aurore Gorius
- Aurore Guitry
- Aurore Jean
- Aurore Kassambara
- Aurore Kayibanda
- Aurore Kichenin
- Aurore Koechlin
- Aurore Lalucq
- Aurore Martin
- Aurore Mimosa Munyangaju
- Aurore Mongel
- Aurore Pegaz
- Aurore Pignot
- Aurore Ponomarenko
- Aurore Pourteyron
- Aurore Py
- Aurore Richel
- Aurore Sacré
- Aurore Sellier
- Aurore Sobolak
- Aurore Tillac
- Aurore Trayan
- Aurore Urani
- Aurore Valade
- Aurore Verhoeven
- Aurore de Barbarie
- Aurore de La Morinerie
- Aurore de Lafond de Fénion
- Aurore de Provence
- Aurore de Sicile
- Aurore de Vitré
- Aurore de Vitré (basket-ball)
- Aurore des Balkans
- Aurore von Haxthausen
- Aurore Évain